# جانی تامسون
جانی تامسون (انگلیسی: Johnny Thomson؛ زادهٔ ۹ آوریل ۱۹۲۲ در لوول، ماساچوست، درگذشتهٔ ۲۴ سپتامبر ۱۹۶۰ در آلن‌تاون، پنسیلوانیا) رانندهٔ مسابقات اتومبیل‌رانی اهل ایالات متحده آمریکا بود که از فصل ۱۹۵۳ تا ۱۹۶۰ در مجموع در هشت گراند پری از مسابقات جهانی فرمول یک شرکت کرد.
او در طول دوران فعالیت خود در فرمول یک، ۱ بار مسابقه را از پول پوزیشن آغاز کرد و در ۱ مسابقه موفق شد سریع‌ترین زمان طی یک دور پیست را به نام خود ثبت کند. او در این مسابقات ۱ بار بر روی سکو رفت و ۱۰ امتیاز را نیز به نام خود به‌ثبت رساند.
تامسون در ۲۴ سپتامبر ۱۹۶۰ در آلن‌تاون، پنسیلوانیا درگذشت.